# Olavtoppen
Olavtoppen (norwegisch, auch bekannt als Kaiser-Wilhelm-Pik) ist mit 780 m Höhe der höchste Gipfel der zu Norwegen gehörenden Bouvetinsel im südatlantischen Ozean. Der Gipfel liegt auf dem nordöstlichen Kraterrand der Vulkaninsel und ist wie 93 % der Fläche der Insel vergletschert. Etwa zwei Kilometer nördlich des Gipfels liegt das Kap Valdivia, der nördlichste Punkt der Insel.
Bis 1898 existierte kein offizieller Name für den Berg, von 1898 bis zur Okkupation der Bouvetinsel durch Norwegen 1927 trug er den Namen Kaiser-Wilhelm-Pik nach dem deutschen Kaiser Wilhelm II. im damaligen Jahr der deutschen Valdivia-Expedition.